# سالومه بی
سالومه بی (انگلیسی: Salome Bey؛ زادهٔ ۱۰ اکتبر ۱۹۳۳) موسیقی‌دان اهل کانادا است.